# Dominic Ignatius Ekandem
Dominic Ignatius Ekandem (Obio Ibiono, 23 giugno 1917 – Abuja, 24 novembre 1995) è stato un cardinale e arcivescovo cattolico nigeriano.

## Biografia
Nacque a Obio Ibiono il 23 giugno 1917.
Ha ricevuto l'ordinazione sacerdotale il 7 dicembre 1947 divenendo il primo presbitero originario dell'antica provincia di Calabar.

### Ministero episcopale
Il 7 agosto 1953, papa Pio XII lo ha nominato vescovo ausiliare di Calabar e titolare di Gerapoli di Isauria. Il 7 febbraio 1954 ha ricevuto la consacrazione episcopale da mons. James Moynagh.
Il 1º marzo 1963, papa Paolo VI lo nomina vescovo di Ikot Ekpene e lo eleva al rango di cardinale nel concistoro del 24 maggio 1976, divenendo il primo cardinale nigeriano.
Nel 1981 è superiore della missione di Abuja fino a diventarne arcivescovo il 19 giugno 1989.
Promosse la creazione di una società missionaria in Nigeria (l'attuale Società Missionaria di San Paolo).
Morì il 24 novembre 1995 all'età di 78 anni.

## Genealogia episcopale e successione apostolica
La genealogia episcopale è:
- Cardinale Scipione Rebiba
- Cardinale Giulio Antonio Santori
- Cardinale Girolamo Bernerio, O.P.
- Arcivescovo Galeazzo Sanvitale
- Cardinale Ludovico Ludovisi
- Cardinale Luigi Caetani
- Cardinale Ulderico Carpegna
- Cardinale Paluzzo Paluzzi Altieri degli Albertoni
- Papa Benedetto XIII
- Papa Benedetto XIV
- Papa Clemente XIII
- Cardinale Giovanni Carlo Boschi
- Cardinale Bartolomeo Pacca
- Papa Gregorio XVI
- Cardinale Castruccio Castracane degli Antelminelli
- Cardinale Paul Cullen
- Arcivescovo Joseph Dixon
- Arcivescovo Daniel McGettigan
- Cardinale Michael Logue
- Cardinale Joseph MacRory
- Cardinale John Francis D'Alton
- Vescovo James Moynagh, S.P.S.
- Cardinale Dominic Ignatius Ekandem

La successione apostolica è:
- Arcivescovo Gabriel Gonsum Ganaka (1973)
- Vescovo Camillus Archibong Etokudoh (1988)